# Ivan Toergenjev
Ivan Sergejevitsj Toergenjev (Russisch: Ива́н Серге́евич Турге́нев, Ivan Sergejevitsj Toergenjev) (Orjol, 9 november 1818 – Bougival (bij Parijs), 3 september 1883) was een Russisch schrijver en dichter. Hij wordt gerekend tot de grote klassieke Russische schrijvers uit de 19e eeuw en belangrijk exponent van het Russisch realisme.

## Biografie
Toergenjev was van (verarmde) adellijke afkomst en bracht zijn kinderjaren door op het domein van zijn heerszuchtige moeder te Spasskoje. In 1833 schreef Türgenov zich in aan de faculteit literatuur aan de universiteit van Moskou.
Tussen 1834 en 1837 studeerde hij letteren en filosofie in Sint-Petersburg en van 1838 tot 1841 in Berlijn. 

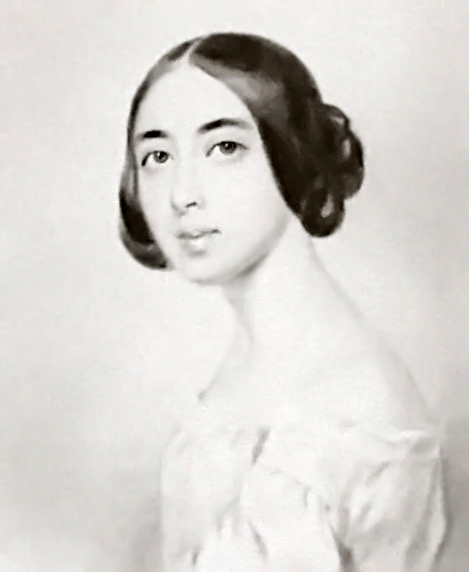
Pauline Viardot, Toergenjevs grote liefde.

In de jaren 1840-1850 leerde Toergenjev een aantal mensen kennen die bepalend zouden zijn voor zijn verdere leven en denken. Te Berlijn maakte hij rond 1840 kennis met Nikolaj Stankevitsj en de latere anarchist Michail Bakoenin, die hem in contact bracht met de Duitse idealistische filosofie van Georg Wilhelm Friedrich Hegel. Terug in Rusland ontmoette hij in 1843 de criticus Vissarion Belinski, die een sterke invloed op zijn stijlopvattingen uitoefende. Zijn kennismaking in 1843 te Sint-Petersburg met de beroemde zangeres Pauline Viardot Garcia was het begin van een jarenlange verliefdheid, die direct of indirect zijn weerslag zou vinden in vrijwel al zijn romans. Op latere leeftijd zou deze liefde geleidelijk overgaan in een trouwe vriendschap voor de gehele familie Viardot.
Van 1847 tot 1851 bevond Toergenjev zich in Parijs, waar hij getuige was van het revolutiejaar 1848 en kennismaakte met onder andere Alexander Herzen. Na zijn Parijse periode keerde hij terug naar Rusland, waarna hij weer naar Frankrijk toog en lange reizen door Duitsland en Italië maakte. Toergenjevs relaties in Engeland en Frankrijk (Herzen, Bakoenin) kwamen hem in Rusland op beschuldigingen van revolutionaire activiteiten te staan. Deze beschuldigingen werden door hem fel bestreden: hij was altijd vóór liberale hervormingen, maar tegen gewelddadige revolutie. In 1864 werd hij uiteindelijk vrijgesproken. Vanaf die tijd zou hij in het Westen wonen (Parijs, maar ook Duitsland en Engeland), als een typische Russische emigré (hij was een vaak geziene gast op soirees), en nog slechts voor korte verblijven zijn vaderland bezoeken. Pas in de laatste jaren van zijn leven bracht hij weer wat langere perioden in Rusland door. Hij bracht er onder andere een bezoek aan Leo Tolstoj, met wie hij eerder gebrouilleerd was geraakt. In de zomer van 1882 verhinderde ziekte (kanker in schouder en ruggengraat) hem echter Rusland andermaal te bezoeken. Zijn laatste levensjaar bracht hij zittend door, omdat hij niet meer kon liggen. Hij dicteerde zijn laatste verhaal (Le fin) aan Pauline Viardot. In september 1883 stierf hij uiteindelijk na een lang ziekbed te Bougival.

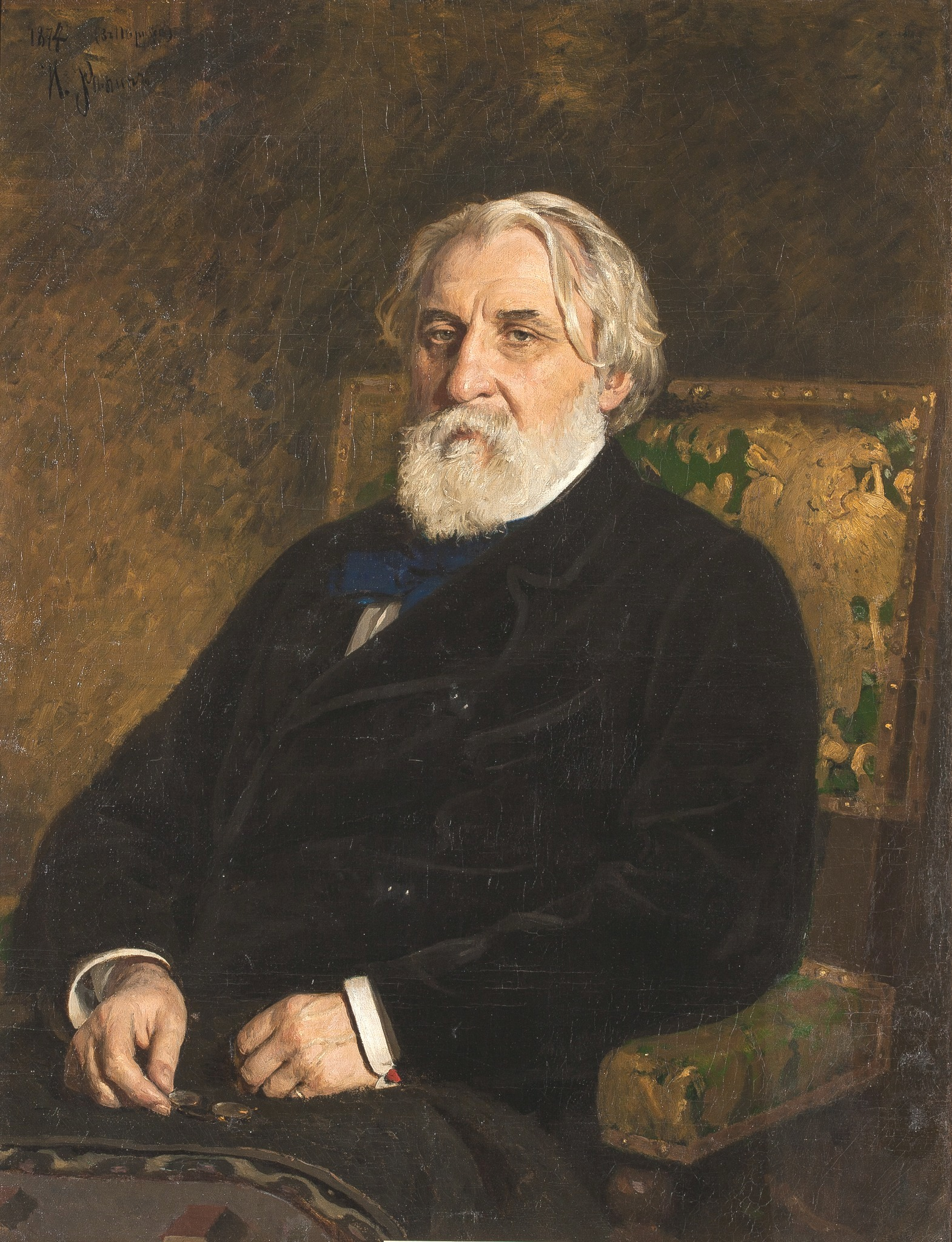
Ivan Toergenjev, door Ilja Repin

Toergenjev kende een enerverend, bewogen en rijk gevuld leven, hetgeen diverse veelgeprezen biografieën heeft opgeleverd. Vermeldenswaard zijn de boeken 'Toergenjevs liefde' (2003) van de Nederlandse schrijfster Daphne Schmelzer, over Toergenjevs liefde voor Pauline Viardot, en 'Europeanen. Het ontstaan van een gemeenschappelijke cultuur' (2019) van Orlando Figes.

## Werken
Toergenjev begon eind jaren dertig met het schrijven van gedichten, maar kreeg pas eind jaren veertig echt succes met een reeks korte verhalen en schetsen (Jagersverhalen). Zijn grote naam ontleent hij echter aan zijn romans.
Als romancier was Toergenjev meer toeschouwer dan deelnemer. Toergenjev geeft in al zijn romans duidelijk aan getuige te zijn van zijn tijd. In zijn romans worden verschillende maatschappelijke problemen behandeld. In Roedin wordt het probleem van de 'overbodige man' opgevoerd, de man die 'overschiet', een typische figuur in de Russische maatschappij die al eerder was beschreven door Poesjkin. Het adelsnest geeft een beeld van het ouderwetse leven op het Russische platteland en van de druk van Europese invloeden. Aan de vooravond belicht het probleem van de man van de daad, waarmee ook andere Russische schrijvers zich bezighielden. Vaders en zonen beschrijft het probleem van de idealisten van de jaren veertig en de radicalen van de jaren zestig, terwijl Rook het conflict behandelt tussen westers-gezinden en slavofielen, en Nieuwe gronden de beweging van de populisten beschrijft.

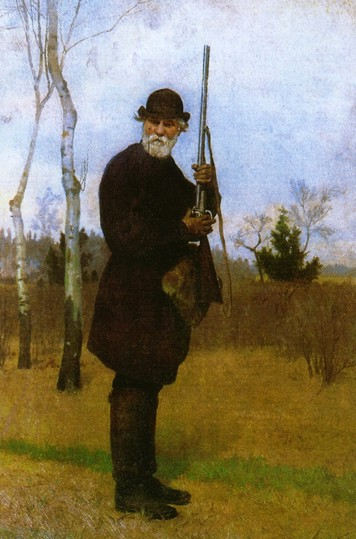
Toergenjev tijdens de jacht (Dimitri Orenburgski, 1879)

Toergenjev is een realist bij uitstek: hij neemt het menselijk leven serieus. Typerend voor zijn verhaaltechniek is het optreden van een verteller, een rijpe wijze man die anderen iets over vroeger vertelt. Steeds geeft Toergenjev blijk van een diepe kennis van het menselijk hart, vooral ook van het jonge meisje dat haar eerste liefde beleeft. Vrouwen zijn vaak het moedigst en meest edel in de romans van Toergenjev, mannen zijn vaak intellectueel, gevoelig en sympathiek, maar doorgaans ook slap en machteloos. Exemplarisch is zijn novelle Eerste liefde, welke wel geldt als een hoogtepunt in het korte proza uit de negentiende eeuw.

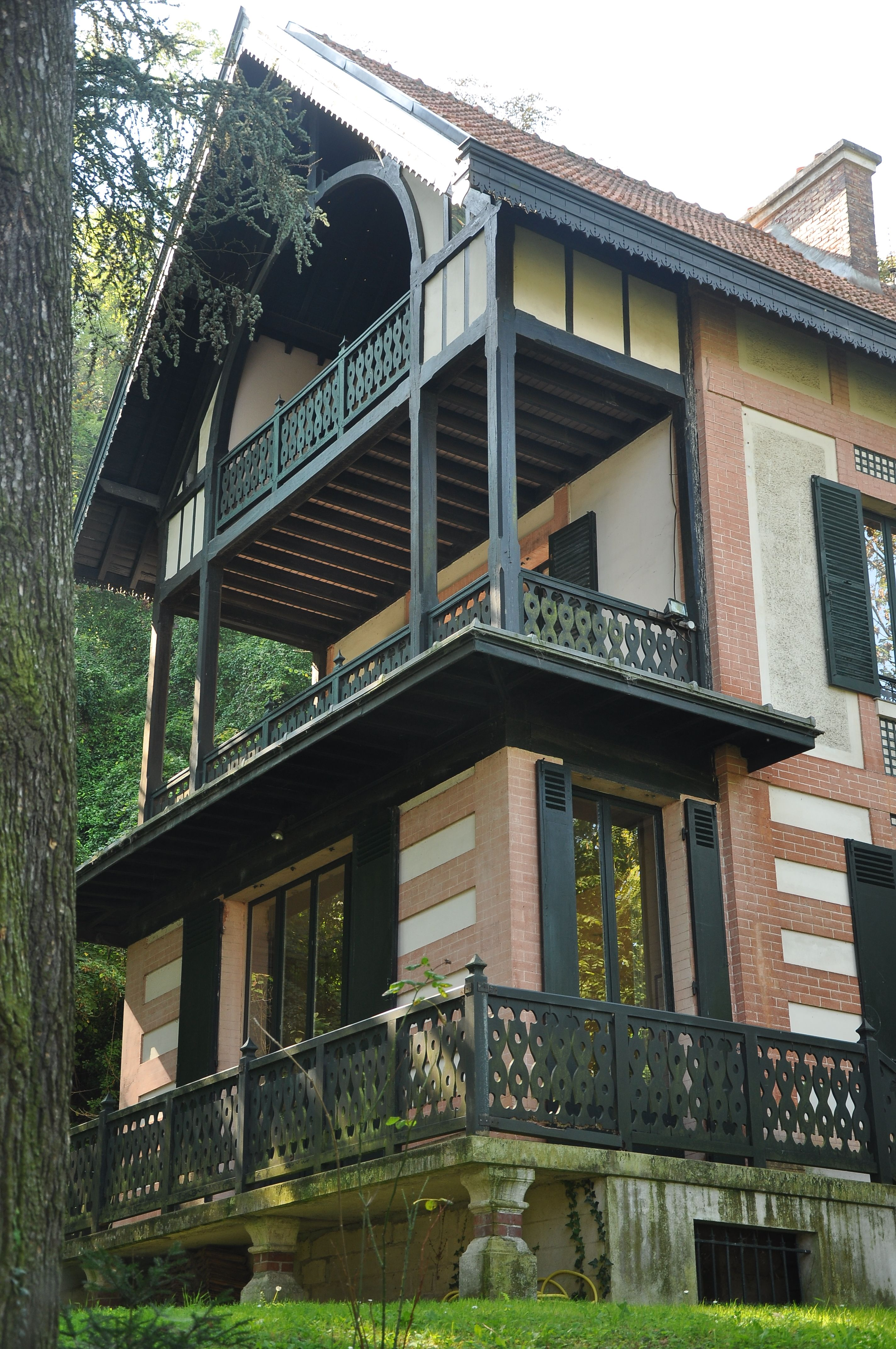
Datsja die Toergenjev liet bouwen in Bougival en waar hij de laatste jaren van zijn leven doorbracht (1875-1883). Nu ingericht als het Musée Ivan-Tourgueniev.

Op het eerste gezicht kunnen Toergenjevs romans een ietwat ouderwetse indruk maken, met prologen en epilogen, maar de lezer ervaart al snel het tijdloze karakter van zijn verhalen. Door zijn eenvoudige, sympathische en enigszins weemoedige schrijfstijl, dicht bij de lezer, door zijn empathische vermogen en door de universaliteit van zijn thema’s, weet hij na 150 jaar steeds nog nieuwe lezers aan zich te binden en worden zijn werken nog altijd met regelmaat herdrukt. Volgens Semyon Wenger, een Russische criticus van de late 19e en vroege 20e eeuw, schreef hij zo realistisch dat het moeilijk is om literaire fictie van het echte leven te onderscheiden.

## Invloed
Toergenjev heeft als een der eerste realistische schrijvers grote invloed gehad op de wereldliteratuur. William Somerset Maugham noemde hem ooit de grootste 19e-eeuwse schrijver en vader van de 20e-eeuwse literatuur.
Karel van het Reve was een belangrijk pleitbezorger van Toergenjevs werk in Nederland. Voor hem was Toergenjev onder de grote Russische schrijvers van de 19e eeuw zelfs de meest geliefde. Van het Reve ontving in 1979 de Martinus Nijhoff-prijs voor zijn vertalingen van het werk van Toergenjev.
Toergenjev zelf heeft ook veel Russische literatuur vertaald in het Frans en Duits. Daarmee leverde hij een belangrijke bijdrage aan het bekend worden van deze werken in het Westen en aldus ook aan de ontwikkeling van de gehele Westerse literatuur, die in de Russische literatuur een belangrijke voorloper had.
Voor het Paleis van Justitie aan het Wilhelminaplein van Leeuwarden bevindt zich een poëzietableau in hardsteen met een fragment uit Toergenjevs gedicht 'Onderweg'. De tekst is zowel in het Russisch als het Nederlands weergegeven. Het poëzietableau is op 16 juni 2000 onthuld bij het tienjarig bestaan van de stedenband die Leeuwarden toen met de Russische stad Orjol onderhield. Het is de enige steen met een Russische tekst in de Poëzieroute Leeuwarden.

## Bibliografie

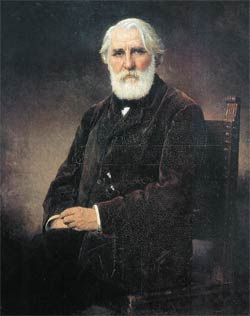
Toergenjev door Aleksej Harlamov

## Vertalingen in het Nederlands
- 1869 - Vaders en zonen (vertaald door J.J.A. Goeverneur)
- 1907 - Klop... klop... klop... (vertaald door Z. Stokvis)
- 1920 - Het onbetreden land (vertaald door Suzette van Lennep en Ljoeba Dworson)
- 1920 - Klara Militsj (vertaald door Else Bukowsky)
- 1921 - De eerste liefde (vertaald door Ljoeba Dworson)
- 1947 - Hamlet en Don Quichote (vertaald door Aleida G. Schot)
- 1947 - Vaders en zonen (vertaald door Aleida G. Schot)

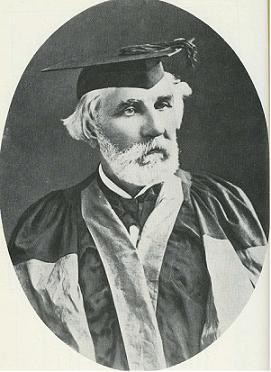
Ivan Toergenjev, Oxford, 1879

- 1948 - Jagersverhalen (vertaald door Wils Huisman)
- 1951 - Een koning Lear van de steppe (vertaald door Aleida G. Schot, geïllustreerd door Bob Buys)
- 1955 - Verzamelde werken I - Roedin; Het adelsnest; Aan de vooravond; Vaders en zonen (vertaald door Karel van het Reve)
- 1955 - Verzamelde werken II - Jagersverhalen en andere verhalen (vertaald door Wils Huisman e.a.)
- 1955 - Verzamelde werken III - Eerste liefde; De ongelukkige; Na de dood (vertaald door Carl en Rebecca Ebeling)
- 1958 - Verzamelde werken IV - Rook; Een maand buiten; Nieuwe gronden (vertaald door Karel van het Reve)
- 1965 - De literator en de holbewoner (honderd brieven bijeengezocht en vertaald door Karel van het Reve)
- 1965 - Een koning Lear van de steppe. Asja (vertaald door Dunya Breur)
- 1974 - Herinneringen (vertaald door Charles B. Timmer)
- 1984 - Faust en andere verhalen (vertaald door Marja Wiebes en Yolanda Bloemen)
- 1985 - Brieven (vertaald door Tom Eekman, Privé Domein 113)
- 1987 - De droom en andere verhalen (vertaald door Yolande Nanninga en Peter Wezel)
- 1988 - Verzamelde werken V - Brieven (vertaald door Karel van het Reve en Arie van der Ent)
- 1991 - Vaders en zonen (vertaald door Marja Wiebes en Yolanda Bloemen)
- 2008 - Hamlet en Don Quichot. Egoïsme en idealisme (vertaald door Emmanuel Waegemans)
- 2007 - Lentebeken (vertaald door Pim van der Meiden)
- 2008 - Liza (vertaald door Monse Weijers)
- 2020 - Romans (Vaders en zonen, Roedin, Het adelsnest, Aan de vooravond en Rook, vertaald door Froukje Slofstra)

## Over Toergenjev
- 1959 - Avrahm Yarmolinsky: 'Tugenev: the man, his art and his age' (biografie)
- 1963 - Tom Eekman: 'Zes Russische klassieken'
- 1980 - A. Bachrach e.a.: Encyclopedie van de wereldliteratuur
- 1985 - Henri Troyat: 'Toergenjev' (biografie)
- 1985 - Karel van het Reve: Geschiedenis van de Russische literatuur
- 1986 - E. Waegemans: Russische letterkunde
- 1991 - Maarten Tengbergen: Klassieken van de Russische literatuur
- 2003 - Daphne Schmelzer: 'Toergenjevs liefde' (biografisch)
- 2019 - Orlando Figes: 'Europeanen. Het ontstaan van een gemeenschappelijke cultuur' (biografisch; in het kader van het ontstaan van de 19e-eeuwse kosmopolitische Europese cultuur)

- Bibsys: 90054676
- Biblioteca Nacional de Chile: 000041393
- Biblioteca Nacional de España: XX944874
- Bibliothèque nationale de France: cb119269157 (data)
- Catàleg d'autoritats de noms i títols de Catalunya: 981058522735306706
- CiNii: DA00245008
- Digitale Bibliotheek voor de Nederlandse Letteren: toer001
- Gemeinsame Normdatei: 118643010
- International Standard Name Identifier: 0000 0001 2129 6582
- Library of Congress Control Number: n79144981
- Nationale Bibliotheek van Letland: 000032236
- MusicBrainz: 6727a7fb-8609-417e-a5e9-bcc99b8b062f
- Bibliotheek van het Japanse parlement: 00459243
- Nationale Bibliotheek van Tsjechië: jn19992019653
- Nationale bibliotheek van Australië: 36093788
- Nationale Bibliotheek van Israël: 987007268999905171
- Nationale Bibliotheek van Polen: a0000001179904
- Nationale en Universitaire bibliotheek Zagreb: 000011649
- Nederlandse Thesaurus van Auteursnamen: 068408552
- Russische Staatsbibliotheek: 000082047
- Istituto Centrale per il Catalogo Unico: CFIV001112
- LIBRIS: 200133
- SNAC: w6bk1j34
- Système universitaire de documentation: 027166929
- Trove: 1211207
- Virtual International Authority File: 41847346
- WorldCat: E39PBJdRrT8mpbc3RmdQWkyWXd